# ウィリアム・ジョッピー
ウィリアム・ジョッピー（William Joppy、1970年9月11日 - ）は、アメリカ合衆国の男性プロボクサー。ワシントンD.C.出身。元WBA世界ミドル級王者。

## 来歴
1993年2月26日、プロデビュー。
1995年9月16日、ラスベガスのミラージュで行われたNABF北米ミドル級王座決定戦でロドニー・トニーと対戦し、12回判定で引き分けた為、王座獲得に失敗した。
1996年6月24日、世界初挑戦。横浜アリーナでWBA世界ミドル級王者竹原慎二に挑み、9回2分29秒TKO勝ちを収め、23戦目で無敗の世界王者となった。その後、2度の防衛に成功した。
1997年8月23日、マディソン・スクエア・ガーデンでフリオ・セサール・グリーンと対戦し、12回0-3（113-116、112-114、112-113）の判定負けを喫し、3度目の防衛に失敗し王座陥落と同時にプロ初黒星を喫した。
1998年1月31日、フロリダ州タンパのアイス・パレスでWBA世界ミドル級王者フリオ・セサール・グリーンとダイレクトリマッチで再戦し、12回3-0（117-110、117-112、117-113）の判定勝ちを収め、雪辱を果たすと共に王座返り咲きに成功した。
1999年8月28日、ラスベガス・ヒルトンで世界4階級制覇のロベルト・デュラン（パナマ）を3回2分54秒TKOで破り初防衛に成功、その後、防衛回数を5まで伸ばした。
2001年5月12日、マディソン・スクエア・ガーデンでフェリックス・トリニダード（プエルトリコ）に自身初のKO負けとなる5回2分25秒TKO負けを喫し、6度目の防衛に失敗し王座から陥落した。
2001年11月17日、マンダレイ・ベイ・イベント・センターで行われたWBA世界ミドル級レギュラー王座決定戦でハワード・イーストマン（イギリス）と対戦し、12回2-0（115-112、114-112、113-113）の判定勝ちを収め、みたび王座獲得に成功した。
2002年10月10日、両国国技館で保住直孝と対戦し10回2分48秒TKO勝ちを収め、初防衛に成功すると同時に竹原慎二戦以来6年ぶりの日本での試合を勝利で飾った。
2003年12月13日、ボードウォーク・ホールでWBAスーパー・WBC・IBF世界ミドル級王者バーナード・ホプキンスとの王座統一戦に挑むが、12回0-3（109-119、108-119、109-118）の判定負けを喫し、ジョッピーが保持していたWBAレギュラー王座はWBAスーパー王座に吸収される形で空位となり、2年1ヵ月保持していた王座から陥落した。この試合は8大タイトルマッチの1試合として行われた。
2004年12月4日、アーカンソー州・リトルロックのボストン・コリセウムでWBCアメリカ大陸ミドル級王者ジャーメイン・テイラーと対戦し、12回0-3（3者共に107-120）の判定負けを喫し、王座獲得に失敗した。
2008年2月29日、2階級制覇を目指しIBF世界スーパーミドル級王者ルシアン・ブーテ（ルーマニア）に挑むも、10回TKO負け。その後、2年間リングから遠ざかった。
2010年3月6日、カナダケベック州モントリオールのモントリオール・カジノで行われたセバスチャン・デマースとの2年ぶりの復帰戦で、10回0-2（95-95、2者が93-97）の判定負けを喫した。
2011年1月8日、カザフスタン共和国南カザフスタン州シムケントのスポーツ・パレスでWBA・IBA世界ライトヘビー級世界ライトヘビー級王者ベイブット・シュメノフと対戦し、6回15秒KO負けを喫し王座の獲得に失敗した。当初はWBO世界ライトヘビー級王者ユルゲン・ブリーマーがシュメノフと対戦予定だったが、ブリーマーがインフルエンザを理由に欠場し、ジョッピーが代役となった。
2011年3月12日、フェアファックスのジョージ・メイソン大学でコーリー・カミングスと対戦し、3-0の判定勝ちを収めた試合を最後に現役を引退した。

## 獲得タイトル
- WBA世界ミドル級王座（防衛2）
- WBA世界ミドル級王座（防衛5）
- WBA世界ミドル級レギュラー王座（防衛1）

## 備考
竹原に圧勝したのは既出したとおりだが、ウィリアム自身はトリニダードとの対戦前、竹原のパンチ力が最強であったとし、トリニダードのはそれより劣ると過小評価していた。